# Chemotherapeutikum
Unter Chemotherapeutika (Singular: Chemotherapeutikum) versteht man zwei Arten von niedermolekularen, natürlich vorkommenden oder synthetisch hergestellten chemischen Verbindungen, die zur möglichst selektiven Schädigung von Körperzellen bzw. Krankheitserregern eingesetzt werden:
- Medikamente in der Krebstherapie, die das Zellwachstum hemmen (siehe Zytostatikum)
- Verbindungen, die als sogenannte Antiinfektiva (Antibiotika, Antituberkulotika, Virostatika, Antimykotika, Antiprotozoika, Anthelminthika und andere) gegen Mikroorganismen (Bakterien, Viren, Pilze, Protozoen) und Würmer zur Anwendung kommen. Das erste Chemotherapeutikum der Welt war das Arsenpräparat Salvarsan.

Die Behandlung mit Chemotherapeutika wird Chemotherapie genannt.
Ursprünglich bezeichnete man als Chemotherapeutika synthetisch hergestellte Substanzen und durch Pilze produzierte als Antibiotika.